# Thamnocephalus venezuelensis
Thamnocephalus venezuelensis är en kräftdjursart som beskrevs av Denton Belk och Pereira 1982. Thamnocephalus venezuelensis ingår i släktet Thamnocephalus och familjen Thamnocephalidae. Inga underarter finns listade i Catalogue of Life.

## Bildgalleri

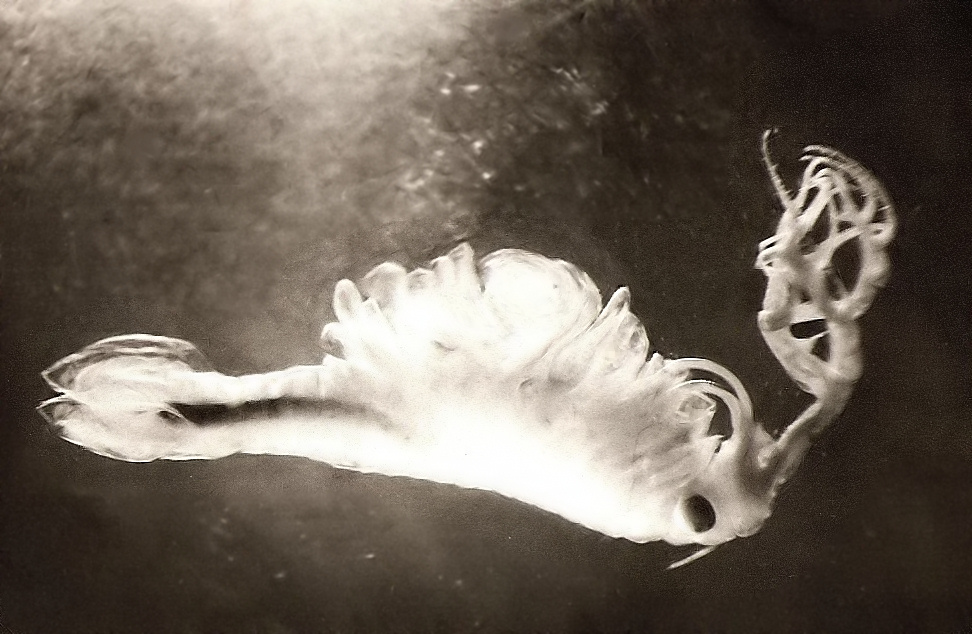